# Jagdgeschwader 71

La Jagdgeschwader 71 (JG 71) Richthofen es un ala de combate de la Fuerza Aérea Alemana. La JG 71 fue la primera unidad operativa de Alemania Occidental de aviones de combate y fue la última unidad operativa alemana de aviones caza que utilizó el F4F Phantom II. Estos fueron utilizados en la JG 71 hasta el 2014 cuando fueron reemplazados por los Eurofighter Typhoon.

## Historia
La unidad fue creada el 6 de junio de 1959, en sus inicios fue equipada con 50 aviones Canadair F-86 Sabre Mk.6s y fue localizada en Ahlhorn, desde abril de 1963, el escuadrón se encuentra estacionado en Wittmund. Al comienzo estuvo al mando de la unidad el teniente coronel (oberstleutnant) Erich Hartmann, el piloto de caza con más victorias de todos los tiempos. El 21 de abril de 1961, en el 43.er aniversario de la muerte del "Barón Rojo" Manfred von Richthofen, la JG 71 recibió el título honorífico de "Richthofen" otorgado por el presidente de Alemania Federal, Heinrich Luebke.
El T-33 fue introducido en 1956 en la fuerza aérea de Alemania Federal, era popular entre los pilotos, fácil de volar y era técnicamente sencillo. Fueron incorporados 192 aviones. Estos aviones pasaron a estar  fuera de servicio en 1976 con un total de 196.555 horas de vuelo. Algunos aviones pasaron a Grecia y Turquía.

## Aviones
- F-86K Sabre Lockheed,
- T-33A Shooting Star,
- F-104G Starfighter,
- F-4F Phantom II,
- Eurofighter Typhoon,